# Sinfonía n.º 45 (Haydn)

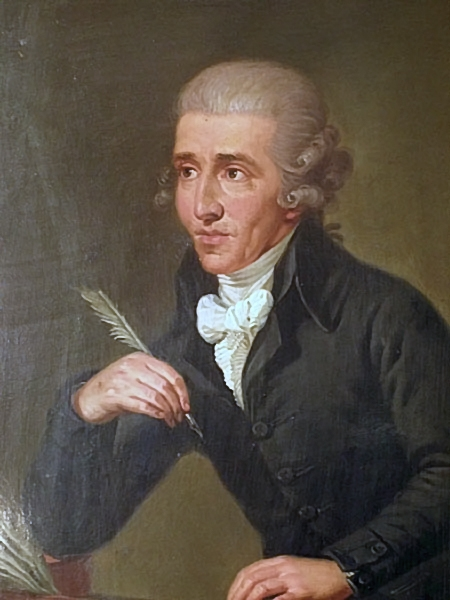
Haydn hacia 1770.

La Sinfonía n.º 45 en fa sostenido menor, Hob. I:45, también conocida como Sinfonía de los adioses o en alemán Abschiedssinfonie, fue compuesta por Joseph Haydn en 1772, durante el periodo Sturm und Drang del compositor.

## Historia
La producción sinfónica del maestro austríaco puede dividirse a grandes rasgos en tres bloques temporales: el primer bloque (1757-1761) se corresponde con su periodo al servicio del conde Carl von Morzin (n.º 1 - n.º 5); el segundo bloque en la corte Esterházy (1761-1790 pero con la última sinfonía para el público de Esterházy en 1781); y el tercer bloque (1782-1795) comprende las Sinfonías de París (n.º 82 - n.º 87) y las Sinfonías de Londres (n.º 93 - n.º 104). El 1 de mayo de 1761, el compositor firmó su contrato como vice-kapellmeister (más tarde kapellmeister) de la familia Esterházy, que nominalmente duró 48 años, hasta su muerte.
La composición de esta pieza se desarrolló en 1772. Se conserva el manuscrito autógrafo fechado en ese año. Fue escrita para el patrón de Haydn, el príncipe Nicolás Esterházy, durante una estancia del compositor en la corte, que incluía una orquesta de unos 25 músicos. Esta orquesta repartía su tiempo entre la finca del príncipe Nicolás en Eisenstadt cerca de Viena y su gran palacio de verano, Eszterháza, cerca de Suttor, en la actual Hungría. Se trataba de un lugar bastante aislado y el trabajo allí generalmente mantenía a los músicos de Haydn alejados de sus familias durante largos periodos. Según Griesinger, amigo de Haydn, el príncipe había decidido prolongar su estancia estival por tiempo indefinido, lo que incomodaba a los músicos. Estas circunstancias propiciaron la composición y el estreno de esta célebre sinfonía, en la que el compositor instó sutilmente a su patrón a dejarles volver a casa. Así pues, Haydn escribió la última parte del Finale de manera que cada grupo de músicos terminara su parte en un momento diferente. Se ordenó a los músicos que, al terminar su parte, se levantasen, apagasen la vela de su atril, recogiesen sus particellas y abandonasen el escenario. Al final quedaron solo dos violines tocados con sordina por el propio Haydn y el concertino, Luigi Tomasini. Eran los dos únicos músicos a los que se les había permitido traer 
a sus familias a Esterháza. Según Haydn, el príncipe captó el mensaje y ordenó la partida de su comitiva al día siguiente.

## Instrumentación
La partitura está escrita para una orquesta formada por:
- Viento madera: 2 oboes y 1 fagot.
- Viento metal: 2 trompas.
- Cuerda: una sección de cuerdas con 2 violines, viola, violonchelo y contrabajo.
- Teclado: clavecín como bajo continuo.

En aquella época se solía emplear un fagot para amplificar la voz del bajo, incluso sin una notación separada. En cuanto a la participación del clavecín como bajo continuo en las sinfonías de Haydn existen diversas opiniones entre los estudiosos: James Webster se sitúa en contra; Hartmut Haenchen a favor; Jamie James en su artículo para The New York Times presenta diferentes posiciones por parte de Roy Goodman, Christopher Hogwood, H. C. Robbins Landon y James Webster. A partir de 2019 la mayor parte de las orquestas con instrumentos modernos no utiliza el clavecín como continuo. No obstante, existen grabaciones con clavecín en el bajo continuo realizadas por: Trevor Pinnock (Sturm und Drang Symphonies, Archiv, 1989-1990); Nikolaus Harnoncourt (n.º 6–8, Das Alte Werk, 1990); Sigiswald Kuijken (incluidas las Sinfonías de París y Londres; Virgin, 1988-1995); Roy Goodman (Ej. n.º 1-25, 70-78, 82-87; Hyperion, 2002).

## Estructura y análisis
La sinfonía consta de cuatro movimientos:
- I. Allegro assai, en fa sostenido menor 3
4
- II. Adagio, en la mayor 3
8
- III. Menuet. Allegretto – Trio, en fa sostenido mayor 3
4
- IV. Finale. Presto 2
2 – Adagio, en fa sostenido menor 3
8

La interpretación de esta obra dura aproximadamente entre 25 y 30 minutos. En conjunto la sinfonía es una obra melancólica. El primer movimiento de la Sinfonía n.º 85 contiene una referencia a esta sinfonía.

### I.Allegro assai
El primer movimiento, Allegro assai, está escrito en la tonalidad de fa sostenido menor, en compás de 3/4 y sigue la forma sonata. Se trata de un episodio turbulento y agitado en una tonalidad extremadamente inusual para usar en esa parte de la obra. La tonalidad elegida era muy poco utilizada en el siglo XVIII y le aporta una sensación de tensión. Comienza a la manera típica del periodo Sturm und Drang de Haydn, con arpegios menores descendentes en los primeros violines junto con notas sincopadas en los segundos violines y acordes mantenidos en los vientos. El compositor experimenta con la forma, ya que sigue la forma sonata pero se desvía del modelo en varias ocasiones. La recapitulación no es literal sino que continúa desarrollando las melodías. Por ejemplo, justo antes de la recapitulación se introduce nuevo material, que debería haberse usado como el segundo sujeto de la exposición en una obra más convencional. Aparte de estas desviaciones, el primer movimiento es "bastante difícil de ser percibido como revolucionario" y "no es tan intrépido, al contener un desarrollo que solo se aventura a los grados de IV, II♭ y VI, además de la mediante y la tónica".

### II.Adagio
El segundo movimiento, Adagio, está en la mayor, en compás de 3/8 y también responde a la forma sonata. El movimiento lento comienza con una relajante melodía tocada por violines con sordina, representando un motivo que "tiene hipo". El ambiente gradualmente se vuelve más sombrío y meditabundo con la alternancia entre modos mayores y menores, asemejándose a pasajes de las últimas obras de Schubert. A continuación una serie de suspensiones disonantes mantenidas durante varios compases, que son extendidas hasta una gran duración por Haydn mientras que el mismo material aparece en la recapitulación. James Webster lo percibe como una música programática que expresa el añoro del hogar.

### III.Menuet. Allegretto–Trio
El tercer movimiento, Menuet. Allegretto – Trio, está en fa sostenido mayor y el compás es 3/4. En el minueto destaca que la cadencia final de cada sección está construida de manera que suena muy débil (cayendo en el tercer pulso del compás) y crea una sensación de incompletitud.

### IV.Finale. Presto– Adagio
El cuarto y último movimiento, Finale. Presto – Adagio, retoma la tonalidad inicial y el compás es alla breve en el Presto y pasa a 3/8 en el Adagio. Empieza como es característico en Haydn, como un final rápido en forma sonata y en la tónica de la obra. La intensidad rítmica se incrementa mediante el uso de bariolage al unísono en la parte del primer violín. La música finalmente alcanza el final de la recapitulación en un pasaje que suena como si la sinfonía acabara, pero de repente es interrumpida por una cadencia rota. A continuación sigue una larga coda, como si de un segundo movimiento lento se tratara, que es extremadamente inusual en sinfonías clásicas y probablemente sonaría muy sorprendente para el Príncipe. Está escrito en compás de 3/8 y modula de la mayor a fa sostenido mayor, momento en el que los músicos van abandonando sus puestos. El final es una especie de anticlímax deliberado y se suele interpretar en un suave pianissimo. Este Adagio final incluye una curiosidad que no todo oyente es capaz de percibir al oír una grabación: varios músicos tienen solos pequeños justo antes de marcharse. El orden de salida es: primer oboe y segunda trompa (con solos), fagot (sin solo), segundo oboe y primera trompa (con solos), contrabajos (solo), violonchelos (sin solo), violines orquestales (con solos; músicos de primera silla no tocan), viola (sin solo). Los violines de primera silla se quedan para completar la obra.